# Hybodus

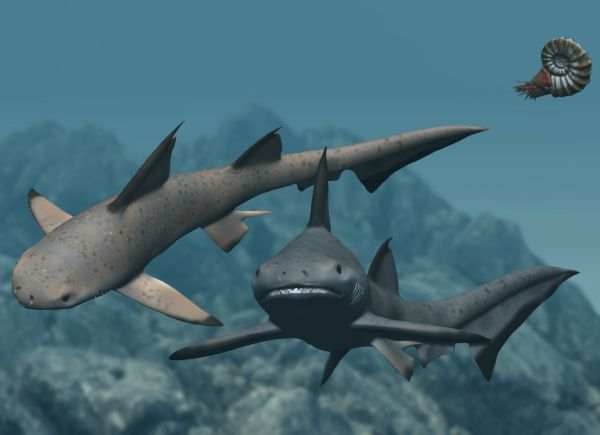
Реконструкція

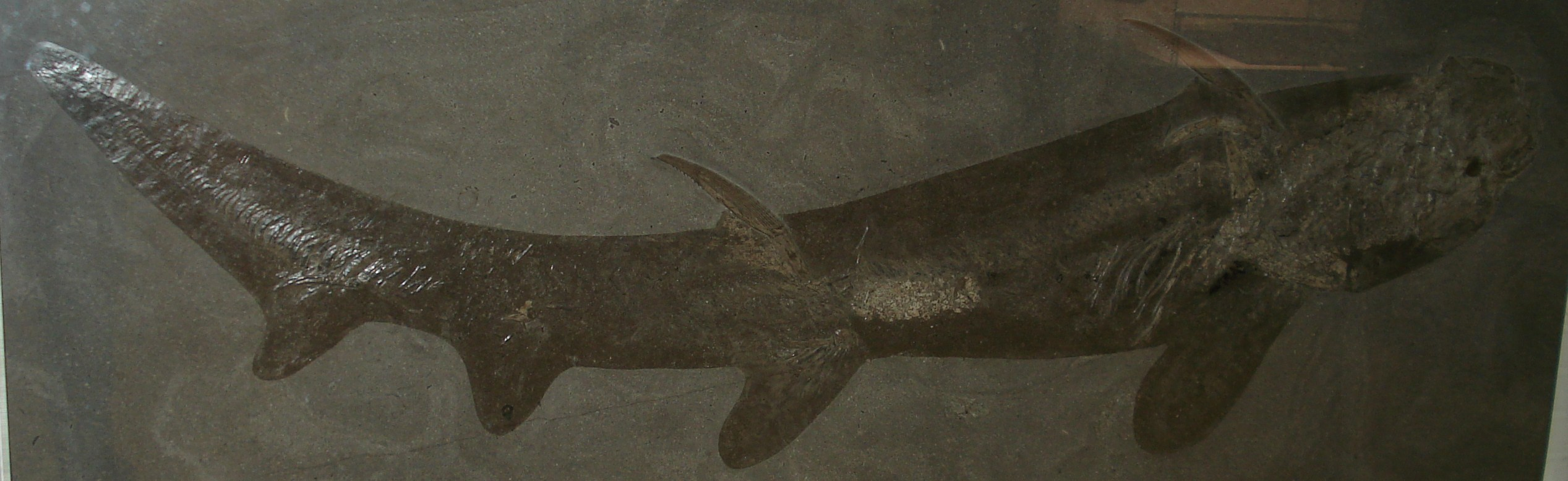
Hybodus hauffianus

Hybodus («горбатий зуб») — рід невеликих юрських акул, жили 230-90 млн років тому. Розміри близько 2 м. Хижаки. Викопні останки знайдені в  Азії,  Європі,  Північній Америці.
Протягом багатьох десятків мільйонів років ці акули була мешканцем усіх океанів Землі. У них було невелике тіло класичної торпедоподібної форми, а на спині стирчали два плавці, що допомагали рибі змінювати напрямок руху. Невеликий рот не призначався для умертвіння великих жертв; швидше за все, їжу гібода становили дрібні тварини. У щелепах сиділи зуби двох типів: гострі, якими гібод схоплював слизьких риб, і дуже сплощені — ними він розчавлював раковини молюсків і панцири морських їжаків.
Скелет всіх акул складається з хряща, тому погано піддається скам'янінню. Палеонтологи, однак, виявили кілька добре збережених кістяків гібода, що свідчать про те, що колючий спинний плавник міг служити рибі засобом захисту від ворогів. Якщо акулу збирався проковтнути великий хижак, вона піднімала спинний плавець і його гострий шип втикали в небо ворога. Особливою швидкістю плавання гібод, мабуть, не відрізнявся, але його здобич становили, в основному, дрібні і такі, що повільно пересуваються тварини, так що це було і не потрібно.
Скам'янілі зуби гібода вперше були виявлені в  Англії в 1845 р. З тих пір зуби і спинні шипи акули знаходили в різних частинах світу.

## Види
- Hybodus houtienensis
- ? Hybodus butleri
- ? Hybodus obtusus
- ? Hybodus parvidens
- ? Hybodus rajkovichi
- ? Hybodus montanensis

## Зовнішні посилання
- Bourdon Jim. Hybodus // The Life and Times of Long Dead Sharks. — 2011. — Accessdate 2012-05-14 [Архівовано 27 травня 2012 у WebCite]